# Adolfo I di Schwarzenberg
Adolfo I di Schwarzenberg, X principe di Schwarzenberg (Vienna, 18 agosto 1890 – Bordighera, 27 febbraio 1950), è stato un nobile, imprenditore e filantropo boemo.

## Biografia

### I primi anni
Adolfo I nacque a Vienna, nel 1890, figlio del principe Giovanni II Nepomuceno di Schwarzenberg e di sua moglie, la contessa Therese von und zu Trauttmansdorff-Weinsberg.
Nella prospettiva un giorno di succedere a suo padre nella gestione del copioso patrimonio terriero famigliare dei principi di Schwarzenberg, il padre lo introdusse nell'amministrazione ancora molto giovane. La famiglia, tra le più ricche della Boemia, possedeva tra le altre residenze il castello di Český Krumlov, il castello di Hluboká, e quello di Třeboň nella Boemia meridionale, Palazzo Schwarzenberg e Palazzo Salmovský a Praga, oltre a Palazzo Schwarzenberg a Vienna.
Compì i propri studi in legge presso l'università di Praga e combatté nella prima guerra mondiale; prestò servizio poi per qualche tempo nell'esercito cecoslovacco che però abbandonò poco dopo per protesta. La prima guerra mondiale, infatti, aveva apportato non poche problematiche al patrimonio fondiario della sua famiglia, in particolare dal 1923 quando suo padre gli affidò ormai anziano la direzione delle tenute di famiglia.
Le nuove riforme volute dal governo cecoslovacco, volte a ripartire equamente il possesso della terra, puntarono subito ad espropriare i beni della casata dei principi Schwarzenberg e fu proprio l'impegno personale di Adolfo che riuscì a salvaguardare alla sua casata almeno una parte delle proprietà originali e gran parte delle residenze storiche della sua famiglia.

### Matrimonio

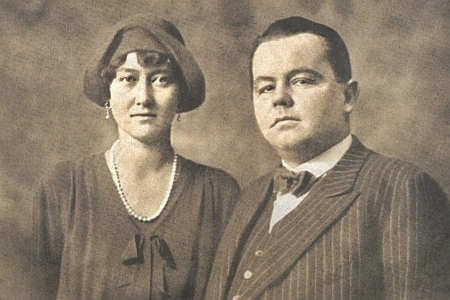
Adolfo con la moglie Hilda negli anni '30

Adolfo sposò la principessa Hilda del Lussemburgo (15 febbraio 1897 – 8 settembre 1979) nel 1930. Entrambi gli sposi avevano da sempre dimostrato un grande interesse per l'agricoltura, la silvicoltura e la botanica, e per questo insieme trascorsero gran parte della loro vita coniugale a Stará Obora, una loggia di caccia presso Hluboká.
Insieme acquistarono anche la fattoria di Mpala presso Laikipia, in Kenya, nel 1933. Si dedicarono quindi a modernizzare l'agricoltura africana (Adolfo ad esempio finanziò in loco una centrale elettrica per migliorare la vita dei lavoratori). Sempre insieme si dedicarono alla tutela di alcune aree boschive in Kenya, opera che lo stesso Adolfo raccolse poi in una relazione che pubblicò per il Carnegie Endowment for International Peace. La fattoria venne venduta dopo la sua morte ed attualmente è un importante centro di ricerca sulla conservazione della biodiversità.
Alla morte di suo padre nel 1938, Adolfo ereditò il titolo di principe di Schwarzenberg e divenne capo della sua casata.

### L'occupazione nazista e l'esilio
Adolfo, già con suo padre in vita, si era opposto al nascente partito nazista già prima dello scoppio ufficiale della seconda guerra mondiale. Nel 1937 aveva invitato Edvard Beneš al castello di Český Krumlov per un pranzo, oltre a consegnargli la somma di un milione di corone ceche (una somma considerevole per l'epoca), per sostenere le spese della difesa della Cecoslovacchia da un possibile attacco tedesco. Diede ordine di mantenere delle bandiere nere sul suo palazzo viennese durante tutto il periodo dell'Anschluss.
Dopo la definitiva occupazione tedesca delle terre boeme, si rifiutò di ricevere Hitler a Český Krumlov, né acconsentì a rimpiazzare i suoi lavoratori cechi con lavoratori tedeschi. Venne ben presto considerato un nazionalista ceco ed un antitedesco dall'amministrazione nazista. Tutto ciò lo rese ben presto oggetto di persecuzioni e venne arrestato.
Adolfo abbandonò la Cecoslovacchia occupata e si insediò temporaneamente nella sua residenza italiana a Bordighera, consegnando ad Enrico, suo cugino e figlio adottivo (1903-1965) la responsabilità delle sue proprietà, emigrando poi in Svizzera ed infine negli Stati Uniti. 
Enrico, che aveva le medesimi attitudini del padre adottivo nei confronti dei nazisti, non poté impedire la confisca di tutte le proprietà degli Schwarzenberg il 17 agosto 1940 da parte della Gestapo. Baldur von Schirach dirà poi nel corso del Processo di Norimberga che la confisca era stata causata dalla condotta tenuta dal principe di Schwarzenberg per essersi deliberatamente opposto all'aiutare i tedeschi; secondo altre fonti, invece, ciò che ebbe maggior peso fu il comportamento personale di Adolfo, anche nei confronti di Hitler stesso. Lo stesso Enrico venne quindi arrestato per ordine diretto di Heinrich Himmler e poi portato al campo di concentramento di Buchenwald.
Le proprietà degli Schwarzenberg vennero quindi poste interamente sotto il controllo del Gauleiter di Oberdonau, August Eigruber. Hermann Göring era intenzionato ad acquistare parte di queste terre come pure altri ufficiali d'alto rango come Martin Bormann e Hans Heinrich Lammers, capo del Reichskanzlei. Hitler decise invece poi di affidare la gestione delle terre al Gauleiter Eigruber.
La loggia di caccia di Stará Obora venne tramutata dai nazisti in un sanatorio per ufficiali tedeschi. Durante la sua permanenza negli Stati Uniti, Adolfo supportò la resistenza ceca da lontano come portavoce degli oppositori al regime nazista, accogliendo le proposte di Jan Masaryk e del console generale Karel Hudec. Si iscrisse nel frattempo alla Columbia University per un secondo dottorato. La sua tesi, una biografia di Felix von Schwarzenberg, venne pubblicata nel 1946.

### Il ritorno in Europa ed il periodo post-bellico
Dopo la fine della seconda guerra mondiale, Adolfo e Hilda si prepararono per tornare in Europa dopo quasi cinque anni di assenza.
Secondo quanto era stato loro garantito dalle autorità, gli Schwarzenberg avrebbero ripreso possesso delle proprietà confiscate allo scoppio della guerra e pertanto egli si preparava a fare ritorno a Hluboká nad Vltavou ed alla loggia di caccia di Stará Obora, ma ben presto dovette ricredersi. Il governo nazionale aveva infatti decretato che, a causa dell'assenza del principe Adolfo durante gli anni della guerra e della confisca, il popolo cecoslovacco dovesse ora ritenersi legittimamente padrone di quelle proprietà.

#### La controversia legale
Il principe si appellò contro la decisione del governo nel 1946 e compilò un resoconto preciso di ciò che sarebbe dovuto essergli restituito, precisando di non poter essere considerato un traditore della patria né un filo-nazista e che pertanto le sue proprietà dovessero ritornargli integralmente. Proprio quando sembrava che la situazione dovesse sbloccarsi, la Cecoslovacchia elesse il proprio primo governo comunista, che ovviamente prevedette la confisca dei beni e delle terre a favore dello stato, senza alcun risarcimento per l'ex proprietario.
Intervenne questa volta il parlamento il quale sostenne che non vi erano state basi legali per espropriare il principe Schwarzenberg dei suoi beni e pertanto il 10 luglio 1947 promulgò la "Lex Schwarzenberg" per assicurare la risoluzione della faccenda a favore dello stato, ritenendo ad ogni modo che non si fosse tenuti a ricompensare i principi con delle somme di denaro per quanto già espropriato dalla prima repubblica. Tale legge ad ogni modo contravveniva palesemente sia alla costituzione cecoslovacca del 1920 (all'epoca ancora in vigore) come pure all'attuale costituzione della Repubblica Ceca. La legge contravveniva inoltre la Dichiarazione Universale dei Diritti dell'Uomo.

### Gli ultimi anni
Il comportamento delle autorità cecoslovacche nei confronti di Adolfo lo segnò profondamente al punto che decise di non vivere più nel suo paese. Fissò la propria residenza a Katsch, un piccolo villaggio in Austria, dove visse con la moglie in una loggia di caccia ed occasionalmente trascorse dei periodi nella propria abitazione di Bordighera, in Italia, dove morì il 27 febbraio 1950.
Alla sua morte, non avendo avuto figli, il titolo passò a suo cugino Giuseppe (1900-1979).

## Ascendenza
|                                       |                                                 |                                          | Genitori                                    |  |  | Nonni |  |  | Bisnonni                         |  |  | Trisnonni                  |  |
|                                       |                                                 |                                          |                                             |  |  |       |  |  | Johann Adolf II zu Schwarzenberg |  |  | Joseph II zu Schwarzenberg |  |
|                                       |                                                 |                                          |                                             |  |  |       |  |  | Johann Adolf II zu Schwarzenberg |  |  | Joseph II zu Schwarzenberg |  |
|                                       |                                                 | Pauline d'Arenberg                       |                                             |  |  |       |  |  | Johann Adolf II zu Schwarzenberg |  |  |                            |  |
| Adolf Joseph zu Schwarzenberg         |                                                 |                                          |                                             |  |  |       |  |  | Johann Adolf II zu Schwarzenberg |  |  |                            |  |
|                                       |                                                 | Eleonore von Liechtenstein               | Moritz von Liechtenstein                    |  |  |       |  |  |                                  |  |  |                            |  |
|                                       |                                                 | Eleonore von Liechtenstein               | Moritz von Liechtenstein                    |  |  |       |  |  |                                  |  |  |                            |  |
|                                       |                                                 | Eleonore von Liechtenstein               | Leopoldine Esterházy de Galantha            |  |  |       |  |  |                                  |  |  |                            |  |
| Johannes II Nepomuk zu Schwarzenberg  |                                                 | Eleonore von Liechtenstein               |                                             |  |  |       |  |  |                                  |  |  |                            |  |
|                                       |                                                 | Alois II von Liechtenstein               | Johann I Josef von Liechtenstein            |  |  |       |  |  |                                  |  |  |                            |  |
|                                       |                                                 | Alois II von Liechtenstein               | Johann I Josef von Liechtenstein            |  |  |       |  |  |                                  |  |  |                            |  |
|                                       |                                                 | Alois II von Liechtenstein               | Josefa zu Fürstenberg-Weitra                |  |  |       |  |  |                                  |  |  |                            |  |
| Ida von Liechtenstein                 |                                                 | Alois II von Liechtenstein               |                                             |  |  |       |  |  |                                  |  |  |                            |  |
|                                       |                                                 | Franziska Kinsky von Wchinitz und Tettau | Franz Joseph Kinsky von Wchinitz und Tettau |  |  |       |  |  |                                  |  |  |                            |  |
|                                       |                                                 | Franziska Kinsky von Wchinitz und Tettau | Franz Joseph Kinsky von Wchinitz und Tettau |  |  |       |  |  |                                  |  |  |                            |  |
|                                       |                                                 | Franziska Kinsky von Wchinitz und Tettau | Therese Antonia Barbara von Wrbna           |  |  |       |  |  |                                  |  |  |                            |  |
| Adolph I zu Schwarzenberg             |                                                 | Franziska Kinsky von Wchinitz und Tettau |                                             |  |  |       |  |  |                                  |  |  |                            |  |
|                                       | Ferdinand Joachim von Trauttmansdorff-Weinsberg | Johann von Trauttmansdorff-Weinsberg     |                                             |  |  |       |  |  |                                  |  |  |                            |  |
|                                       | Ferdinand Joachim von Trauttmansdorff-Weinsberg | Johann von Trauttmansdorff-Weinsberg     |                                             |  |  |       |  |  |                                  |  |  |                            |  |
|                                       | Ferdinand Joachim von Trauttmansdorff-Weinsberg | Elizabeth zu Fürstenberg-Weitra          |                                             |  |  |       |  |  |                                  |  |  |                            |  |
| Karl von Trauttmansdorff-Weinsberg    | Ferdinand Joachim von Trauttmansdorff-Weinsberg |                                          |                                             |  |  |       |  |  |                                  |  |  |                            |  |
|                                       |                                                 | Anna von Liechtenstein                   | Karl Franz Anton von Liechtenstein          |  |  |       |  |  |                                  |  |  |                            |  |
|                                       |                                                 | Anna von Liechtenstein                   | Karl Franz Anton von Liechtenstein          |  |  |       |  |  |                                  |  |  |                            |  |
|                                       |                                                 | Anna von Liechtenstein                   | Franzisca von Wrbna und Freudenthal         |  |  |       |  |  |                                  |  |  |                            |  |
| Therese von Trauttmansdorff-Weinsberg |                                                 | Anna von Liechtenstein                   |                                             |  |  |       |  |  |                                  |  |  |                            |  |
|                                       |                                                 | Alfonso Pallavicini                      | Edoardo Pallavicini                         |  |  |       |  |  |                                  |  |  |                            |  |
|                                       |                                                 | Alfonso Pallavicini                      | Edoardo Pallavicini                         |  |  |       |  |  |                                  |  |  |                            |  |
|                                       |                                                 | Alfonso Pallavicini                      | Josephine zu Hardegg                        |  |  |       |  |  |                                  |  |  |                            |  |
| Giuseppina Maria Carolina Pallavicini |                                                 | Alfonso Pallavicini                      |                                             |  |  |       |  |  |                                  |  |  |                            |  |
|                                       |                                                 | Gabriele von Fürstenberg                 | Friedrich Karl Johann von Fürstenberg       |  |  |       |  |  |                                  |  |  |                            |  |
|                                       |                                                 | Gabriele von Fürstenberg                 | Friedrich Karl Johann von Fürstenberg       |  |  |       |  |  |                                  |  |  |                            |  |
|                                       |                                                 | Gabriele von Fürstenberg                 | Therese zu Schwarzenberg                    |  |  |       |  |  |                                  |  |  |                            |  |
|                                       |                                                 | Gabriele von Fürstenberg                 |                                             |  |  |       |  |  |                                  |  |  |                            |  |